# Hecht-Hill-Lancaster
Pour les articles homonymes, voir Hecht, Hill et Lancaster.
Hecht-Hill-Lancaster (anciennement Hecht-Lancaster et Norma Productions), fondée par Harold Hecht, James Hill et Burt Lancaster en 1948 et dissoute en 1960, est une société de production de cinéma américaine.

## Historique
En 1948, Harold Hecht, ancien chorégraphe et désormais agent artistique de Lancaster, obtient que ce dernier soit détaché de son contrat de 7 ans avec le producteur de la Paramount Hal Wallis pour un film l'an avec Warner Bros. Hecht et Lancaster fondent la société de production indépendante Norma Productions (en honneur à Norma Lancaster) afin de produire Les Amants traqués. 
Après le succès de Tant qu'il y aura des hommes pour la Columbia, qui récolte 5 Oscars en 1953, Hecht-Lancaster signe un contrat exclusif de 5 films pour United Artists. Ce seront Bronco Apache, Vera Cruz (1954), L'Homme du Kentucky, Marty (1955) et Trapèze (1956). Marty, adaptation au cinéma d'une série télévisée et le seul film où Lancaster n'apparaît pas, récolte 4 Oscars et la Palme d'or du Festival de Cannes. 
En 1956, le contrat avec United Artists est renouvelé pour cinq films. Hecht-Lancaster annonce son intention de produire six films par an, ouvre des bureaux à Beverly Hills et New York avec une équipe de 38 employés et nomme le producteur de cinéma James Hill au poste des ventes internationales. Les cinq films produits pour UA par la compagnie, renommée en Hecht-Hill-Lancaster, consistent en La Nuit des maris, Le Grand Chantage (1957), L'Odyssée du sous-marin Nerka, Tables séparées (1958) et Au fil de l'épée (1959).
En 1959, UA distribue également quatre autres films à petit budget de Hecht-Hill-Lancaster, qui échouent au box office: The Rabbit Trap, La Fin d'un voyou, Take a Giant Step et Summer of the Seventeenth Doll. Afin de compenser ses pertes, Hecht-Hill-Lancaster accepte de produire pour UA deux blockbusters mettant en scène Lancaster : Le Vent de la plaine et Elmer Gantry le charlatan (1960). 
Tandis que Hecht-Hill-Lancaster est dissoute en février 1960, Harold Hecht produit, seul, quatre films pour UA : Le Temps du châtiment, Le Prisonnier d'Alcatraz, Tarass Bulba et Les Trois soldats de l'aventure. Quant à James Hill, il produit, seul, pour UA Les Joyeux voleurs.